# Alpes de Lavanttal
 Los Alpes de Lavanttal (en alemán: Lavanttaler Alpen, en esloveno: Labotniške Alpe) son parte de los Alpes del este central en Austria y Eslovenia, entre el río Mur en el norte y el Drava en el sur. 
Las montañas llevan el nombre del valle central de Lavanttal y el río Lavant, que corre en medio de ellas. Históricamente, también fueron vistos, junto con la cordillera de los Alpes de Gurktal, como parte de los "Alpes Nóricos", pero esa agrupación no tenía base geológica.

## Subdivisión
Las principales cadenas de los Alpes de Lavanttal son: 
- Alpes de Seetal, que se extienden a lo largo del río Mur desde Scheifling a Zeltweg en Estiria, incluido el pico más alto, el monte. Zirbitzkogel, 2396 metros (7860,9 pies)
- Saualpe, la cadena más baja y más occidental en Carintia, entre el Paso Klippitztörl en el norte y el Drava en el sur
- Packalpe y Stubalpe, que se extienden desde Obdach Saddle en el oeste y Gaberl Pass en el norte hasta Packsattel en el sur, incluido el monte Ameringkogel, 2187 metros (7175,2 pies)
- Koralpe, la continuación sur a lo largo de la frontera de Estiria-Carintia
- Las montañas Kozjak (también montañas Possruck), a lo largo de la frontera de Austria con Eslovenia, desde el paso de Radl en el oeste hasta las colinas Eslovenas y el río Drava.
- Gleinalpe, que se extiende desde el Mur cerca de Zeltweg en el noreste y el Paso Gaberl en el sudoeste hasta la Cuenca de Graz, atravesada por el Túnel Gleinalm.